# Thnks fr th Mmrs
Thnks fr th Mmrs è il terzo singolo estratto dall'album dei Fall Out Boy Infinity on High.
È presente nella raccolta del gruppo Believers Never Die: Greatest Hits.

## Titolo
Il titolo per esteso è "Thanks for the Memories": le vocali sono state tuttavia eliminate, facendo così risultare la scritta "Thnks fr th Mmrs" come se fosse il linguaggio del testo di un SMS.

## Video
Il video è centrato intorno alla band che registra il video con degli scimpanzé nel ruolo di direttori e produttori. Gli scimpanzé non sembrano contenti del lavoro insieme al gruppo: le riprese sono interrotte da continue sfuriate del regista-scimpanzé e in una scena anche il direttore principale (anch'esso uno scimpanzé) dice: "This band is 'wack'! I should've gotten Panic! at the Disco", che significa "Questa band è rivoltante, avrei dovuto scritturare i Panic! at the Disco" (elemento di autoironia che la band ha voluto inserire, visto che il successo dei Panic! at the Disco è dovuto al bassista Peter Wentz che li ha scoperti e scritturati con l'etichetta Fueled by Ramen). Ci sono varie prese e vari tabelloni e schermi. Il video termina con Pete Wentz che distrugge il palco, distruggendo anche la grande "B", che formava la parola "F O B", le iniziali del gruppo, formando così "F O", che sta per "Fuck Off". Durante il visto appare come guest Kim Kardashian.

## Classifiche
| Classifica (2007) | Posizione massima |
| ----------------- | ----------------- |
| Australia         | 5                 |
| Canada            | 19                |
| Filippine         | 2                 |
| Irlanda           | 17                |
| Lituania          | 19                |
| Nuova Zelanda     | 13                |
| Regno Unito       | 12                |
| Stati Uniti       | 11                |